# Matías González (Fußballspieler, 1993)
Matías González, vollständiger Name Robert Matías González Núñez, (* 23. November 1993 in Montevideo) ist ein uruguayischer Fußballspieler.

## Karriere
Der 1,82 Meter große Defensivakteur González stand zu Beginn seiner Karriere in Reihen des seinerzeitigen Erstligisten Liverpool Montevideo. Dort bestritt er in der Saison 2012/13 ein Spiel (kein Tor) in der Primera División. Nachdem sein Klub am Ende der Spielzeit 2013/14 in die Segunda División abgestiegen war, schloss er sich zur Apertura 2014 dem Erstligisten El Tanque Sisley an. In der Saison 2014/15 lief er siebenmal (kein Tor) in der höchsten uruguayischen Spielklasse auf. Während der Spielzeit 2015/16 kam er in sechs Erstligaspiele (ein Tor) zum Einsatz. Es folgten nach dem Abstieg vier Zweitligaeinsätze (kein Tor) in der Saison 2016, mit denen er zum direkten Wiederaufstieg beitrug. In der laufenden Spielzeit 2017 absolvierte er bislang (Stand: 18. Februar 2017) ein Erstligaspiel (kein Tor).